# Greta Freist
Margaretha Maria Josefa “Greta” Freist (Weikersdorf, 21 de julho de 1904 – Paris, 18 de setembro de 1993) foi uma pintora e designer gráfica austríaca.